# Marie Josée Ta Lou-Smith
Gonezie Marie Josée Dominique Ta Lou-Smith (født 18. november 1988 i Bouaflé, Elfenbenskysten) er ivoriansk sprinter, der konkurrerer i kortdistanceløb på primært 100-meter og 200-meter. 
Ved Sommer-OL 2016 i Rio de Janeiro sluttede Ta Lou akkurat på fjerdepladsen i både 100- og 200-meterfinalerne. På 100-meteren missede hun en bronzemedalje med syv tusindedele af et sekund (0,007). Året efter vandt hun sølvmedaljer på 100 meter og 200 meter ved VM i atletik 2017 i London, hvor hun samtidig slog den nationale rekord med tiden 22,08 sekunder. Hendes bedste 100 meter ligger på 10,72 sekunder (2022), hvilket også gør hende til den afrikanske rekordholder.